# Коррея, Гаспар
Гаспа́р Корре́я (порт. Gaspar Correia; ок. 1496 — ок. 1563, Гоа) — португальский средневековый историк, автор полномасштабного труда «Lendas da Índia» (Легенды Индии), описывающего португальскую колонизацию Азии. Гаспара Коррея часто называют португальским Полибием.

## Биография
О жизни Гаспара Корреи известно немного. Он приехал солдатом в Португальскую Индию совсем молодым, в 1512—1514 годах. Афонсу де Албукерке назначил его своим секретарём. Гаспар Коррейра вернулся в Португалию в 1529 году, но после опять приехал в Индию.
Его литературный труд «Легенды Индии», являющийся свидетельством современника, отслужившего 35 лет в Индии, считается фундаментальным. Португальские историки отмечают, что ему была доступна информация на местах, которой не располагали ни Фернан Лопеш де Каштаньеда, ни Жуан де Барруш.
По неподтверждённой информации Гаспар Коррея был убит в Малакка по приказу португальского губернатора Эштевана да Гама, сына Васко да Гама, которому не понравилось содержание «Легенд Индии».
3500 страниц «Легенд Индии» были привезены в Португалию Мигелем да Гама (повидимому, сыном Франсишку да Гама и внуком Васко да Гама) вскоре после его смерти. Книга была впервые напечатана в 1858 (первая часть) и 1864 годах (вторая часть) Португальской Академией Наук (порт. Academia das Ciências de Lisboa).